# Сапожки (Гомельская область)
Сапожки (бел. Сапажкі) — деревня в Коротьковском сельсовете Кормянского района Гомельской области Белоруссии. Поблизости месторождение кирпичного сырья.

## География

### Расположение
В 4 км на юг от Кормы, в 57 км от железнодорожной станции Рогачёв (на линии Могилёв — Жлобин), в 105 км от Гомеля.

### Гидрография
На востоке мелиоративный канал, соединённый с рекой Добрич (приток реки Сож).

## Транспортная сеть
На автодороге Корма — Чечерск. Планировка состоит из почти прямолинейной улицы, ориентированной с юго-востока на северо-запад. на запад от главной, за автодорогой, короткая улица с широтной ориентацией. Застройка преимущественно двусторонняя, деревянная усадебного типа.

## История
Согласно письменным источникам известна с XVIII века как селение в Речицком повете Минского воеводства Великого княжества Литовского. В 1726 году обозначена в инвентаре Чечерского староства.
После 1-го раздела Речи Посполитой (1772) в составе Российской империи. В инвентаре 1848 году селение в Кормянской волости Рогачёвского уезда Могилёвской губернии. Согласно ревизии 1859 года во владении помещика М. Янушкевича. Согласно переписи 1897 года деревня и околица. В 1906 году открыта школа, которая разместилась в наёмном крестьянском доме. В 1909 году 671 десятина земли. В 1930 году организован колхоз «Красный флаг», работали водяная мельница, ветряная мельница, кузница. Согласно переписи 1959 года в составе совхоза «Кормянский» (центр — деревня Коротьки).
В деревне родился Герой Советского Союза П. В. Можейко (1911—1987). Его именем названа одна из улиц.

## Население
- 1897 год — 70 дворов, 380 жителей (согласно переписи).
- 1909 год — 78 дворов.
- 1959 год — 230 жителей (согласно переписи).
- 2004 год — 10 хозяйств, 15 жителей.